# Grenada ai Giochi della XXIX Olimpiade
Grenada ha partecipato ai Giochi della XXIX Olimpiade di Pechino, svoltisi dall'8 al 24 agosto 2008, con una delegazione di 9 atleti.

## Atletica leggera
| Gara            | Atleta                | Batterie | Batterie | Quarti  | Quarti | Semifinali | Semifinali | Finale | Finale |
| Gara            | Atleta                | Tempo    | Pos.     | Tempo   | Pos.   | Tempo      | Pos.       | Tempo  | Pos.   |
| --------------- | --------------------- | -------- | -------- | ------- | ------ | ---------- | ---------- | ------ | ------ |
| 400 m maschili  | Alleyne Francique     |          |          | 46"15   | 6      |            |            |        |        |
| 400 m maschili  | Joel Phillip          |          |          | 46"30   | 6      |            |            |        |        |
| 100 m femminili | Sherry Fletcher       | 11"65    | 5        |         |        |            |            |        |        |
| 200 m femminili | Allison George        | 23"45    | 6        | 23"77   | 8      |            |            |        |        |
| 400 m femminili | Trish Batholomew      |          |          | 52"88   | 5      |            |            |        |        |
| 800 m femminili | Neisha Bernard-Thomas |          |          | 2'00"09 | 5      | 2'01"84    | 7          |        |        |

| Gara                     | Atleta             | Qualificazioni | Qualificazioni | Finale | Finale |
| Gara                     | Atleta             | Misura         | Pos.           | Misura | Pos.   |
| ------------------------ | ------------------ | -------------- | -------------- | ------ | ------ |
| Salto triplo maschile    | Randy Lewis        | 17,06 m        | 15             |        |        |
| Salto in lungo femminile | Patricia Sylvester | 6,44 m         | 21             |        |        |

## Pugilato
| Gara        | Atleta        | Sedicesimi                      | Ottavi | Quarti | Semifinali | Finale |
| ----------- | ------------- | ------------------------------- | ------ | ------ | ---------- | ------ |
| Pesi welter | Rolande Moses | Toureano Johnson (Bahamas) 3-18 |        |        |            |        |